# Порожнисті вени
Порожнисті вени — головні венозні структури великого кола кровообігу наземних хребетних, що несуть збіднену киснем кров до правого передсердя.

## Анатомія

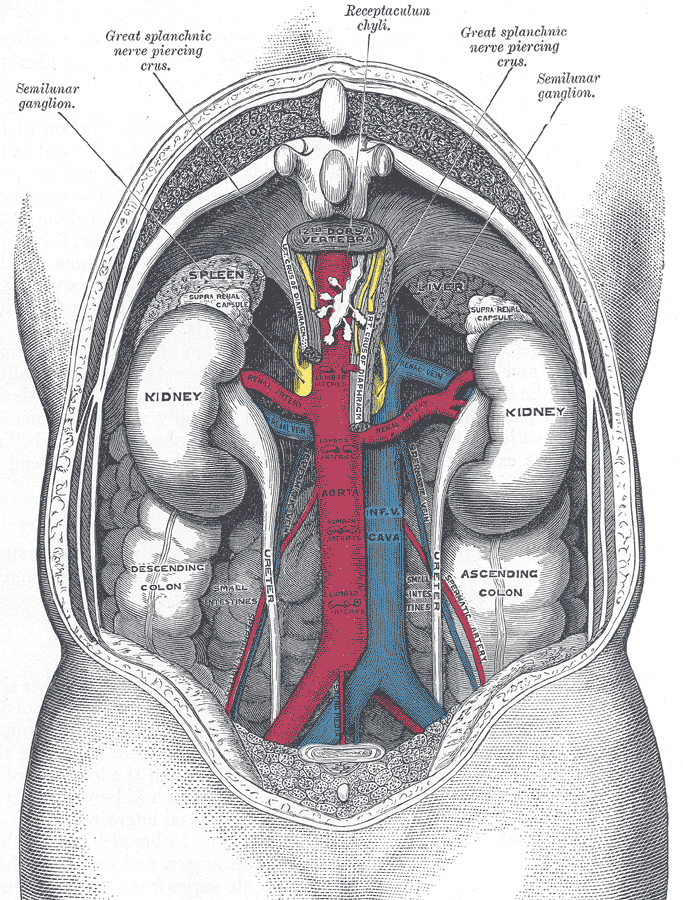
Нижня порожниста вена поруч з абдомінальною аортою.

У людини верхня порожниста вена несе кров від ділянки голови, шиї, верхніх кінцівок, з грудної і частково черевної стінок, нижня порожниста вена — від нижніх кінцівок, стінок та органів черевної порожнини, органів тазу та спинного мозку. Кров з кожної порожнистої вени надходить у порожнину правого передсердя. В залежності від анатомічного розташування, порожнисті вени класифікуються як нижня порожниста вена та верхня порожниста вена.

### Верхня порожниста вена
Верхня порожниста вена формується з правої та лівої плечоголовних вен, що несуть венозну кров з голови та органів верхнього плечового поясу людини.

### Нижня порожниста вена
Нижня порожниста вена розташована поруч з абдомінальною аортою та збирає кров з органів та тканин нижньої частини тулуба людини. Нижня порожниста вена — це найбільша вена в організмі людини.

## Роль порожнистих вен у інших істот
У земноводних, кров з усього тіла прямує порожнистими венами до венозної пазухи серця, а у амніот — безпосередньо в праве передсердя.